# Brampton Bryan Hall
Brampton Bryan Hall est une maison de campagne anglaise du XVIIe siècle située dans le village de Brampton Bryan, dans le Herefordshire. Elle appartient toujours aux descendants de Robert Harley, comte d'Oxford, ministre en chef sous la reine Anne et est un bâtiment classé Grade II *. 
La maison est construite vers 1660 par Edward Harley pour remplacer Brampton Bryan Castle, qui est détruit pendant la guerre civile. Elle est construite sur trois étages en brique et en grès, avec un toit en ardoise galloise et amélioré et agrandi au XVIIIe siècle.

## Histoire
Le domaine de Brampton Bryan appartient à la famille Harley depuis 1309, lorsque Sir Robert Harley épouse Margaret de Brampton. Il contient un parc de cerfs et est aujourd'hui classé Grade II à part entière. La famille vit dans le château de Brampton Bryan jusqu'à sa destruction en 1644 par les forces parlementaires alors que Robert Harley est propriétaire. Il reçoit une compensation financière importante. Son fils Edward construit la nouvelle maison après la restauration de la monarchie.
La nouvelle maison est transmise en 1700 au fils d'Edward Harley, Robert, qui devient le premier comte d'Oxford en 1711, puis à son fils Edward, le 2e comte, qui préfère cependant vivre à Wimpole Estate (en) dans le Cambridgeshire dont sa femme a hérité. Brampton Bryan Hall est néanmoins resté la propriété de la famille Harley, passant en 1741 au cousin du 2e comte, Edward, le 3e comte. Il passe ensuite tour à tour à Edward Harley (4e comte d'Oxford), qui meurt dans la maison en 1790, Edward Harley (5e comte d'Oxford), qui y meurt également en 1848 puis à Edward, le 6e et dernier comte. Après cela, le domaine passe en 1853 à un parent éloigné William Daker Harley.
La maison est alors parfois louée; dans les années 1870, elle est occupée par le général George Staunton et sa famille . La maison est maintenant la maison privée d'Edward et Victoria Harley.
La maison est utilisée comme lieu de tournage, en particulier comme manoir de campagne d'Henry Wilcox dans le film Howard's End.